# Главноначальствующий
Главнонача́льствующий — должность наместника или начальника центрального органа управления в Российской империи, на территории, контролируемой Вооружёнными силами Юга России, и в СССР.

## Главноначальствующие Российской империи
По Учреждению министерств 1811 года звание «главноначальствующий» обозначало звание с таким же характером и такой же степенью власти, как и главноуправляющий, и относилось оно к департаменту почт. Согласно законам 1883 года должность «Главноначальствующий гражданской частью на Кавказе» была введена вместо должности «Наместника на Кавказе». После введения в 1881 году «Положения о мерах к охранению государственного порядка и общественного спокойствия» данное звание временно присваивалось при введении положения чрезвычайной охраны особым лицам, получавшим чрезвычайные полномочия в пределах одной губернии (только в тех губерниях, которые не входили в состав генерал-губернаторств). На практике, губернаторы переименовывались в главноначальствующих на время действия положения чрезвычайной охраны в их губерниях. Поскольку с началом Первой мировой войны положение чрезвычайной охраны либо военное положение было введено на всей территории России, все губернаторы, не подчиненные генерал-губернаторам, с этого момента имели полномочия главноначальствующих. Более широкого распространения данный термин в Российской империи не получил. Позднее термин нашел широкое применение в Вооруженных сила Юга России в 1919 году для обозначения высшего военного и гражданского руководителя в контролируемом районе.

## Главноначальствующие Вооруженных сил Юга России
Главнонача́льствующий о́бласти — должность военного и гражданского руководителя областей, сформированных Вооружёнными силами Юга России в 1919—1920 гг. на контролируемых территориях. Была создана по аналогии с дореволюционной должностью начальника области. Главноначальствующий во ВСЮР был руководителем гражданской администрации и командовал воинскими соединениями на территории области, включавшей в себя несколько губерний.

### Статус главноначальствующих ВСЮР
Должность главноначальствующего занимал генерал, командовавший армиями в данном регионе. По кругу обязанностей главноначальствующий исполнял дореволюционные должности генерал-губернатора и командующего войсками округа. При главноначальствующем, для правильного решения гражданских, в первую очередь хозяйственных, вопросов находились советы представителей экономических ведомств и помощники по гражданской части.
Должность Главноначальствующего вводилась только как чрезвычайная мера на время ведения боевых действий. Предполагалось, по разработанному и принятому «Временному Положению о гражданском управлении в местностях, находящихся под Верховным управлением Главнокомандующего ВСЮР», что как только какая-либо губерния, вследствие прекращения на её территории гражданской войны, будет «изъята из театра военных действий», то в этой губернии вся полнота власти будет возвращена от Главноначальствующего Губернатору. На практике ни одна из губерний Белого Юга ни разу не была исключена из «театра военных действий»:219.

### Обязанности главноначальствующих ВСЮР
Обязанности главноначальствующего состояли в «охранении государственного порядка, общественного спокойствия и безопасности». Важной функцией занимающего эту должность генерала было согласование работы военных и гражданских учреждений по вопросам снабжения армии, а также населения.

### Полномочия главноначальствующих ВСЮР
Главноначальствующему генералу предоставлялись исключительные права, предоставлялось право принятия чрезвычайных мер, в том числе — для «охранения порядка» — использование Государственной стражи и даже регулярных войск.
Главноначальствующий получал право:
- прекращать личным распоряжением деятельность обществ и союзов;
- определять режим работы предприятий и учреждений;
- высылать отдельных лиц за пределы области;
- закрывать периодические издания;
- вводить чрезвычайные меры;
- осуществлять надзор за состоянием и деятельностью всех правительственных установлений (за исключением судебных мест и контрольных органов)[2]

### Перечень главноначальствующих ВСЮР

#### Харьковская область
- 25 июня — 10 декабря 1919 года — генерал-лейтенант Владимир Май-Маевский
- 10 — 12 декабря 1919 года — генерал-лейтенант Пётр Врангель (фактически в должность не вступил)

#### Новороссийская область
- 20 августа 1919 года — 27 марта 1920 года — генерал-лейтенант Николай Шиллинг

#### Киевская область
- 7 сентября — 29 декабря 1919 года — генерал-адъютант Абрам Драгомиров

#### Область Северного Кавказа
- июль 1919 года — 25 апреля 1920 года — генерал-лейтенант Иван Эрдели

### Портретная галерея главноначальствующих ВСЮР

Генерал-лейтенант Владимир Май-Маевский, с 25 июня по 10 декабря 1919 года главноначальствующий в Харьковской области
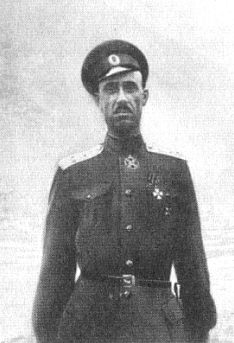
Генерал-лейтенант Пётр Врангель, с 10 по 12 декабря 1919 года главноначальствующий в Харьковской области
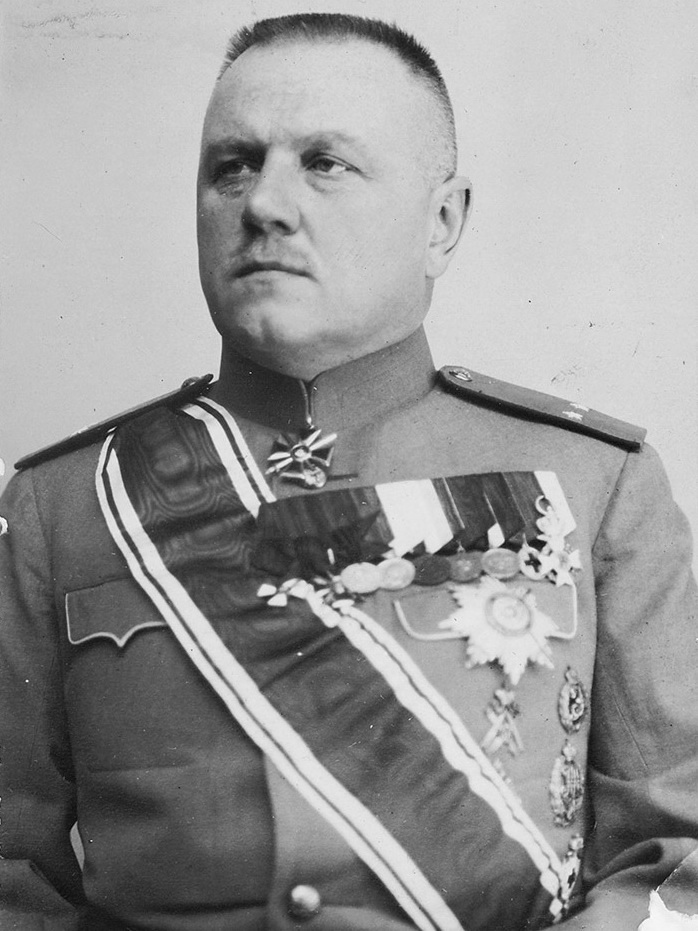
Генерал-лейтенант Николай Шиллинг, главноначальствующий в Новороссийской области
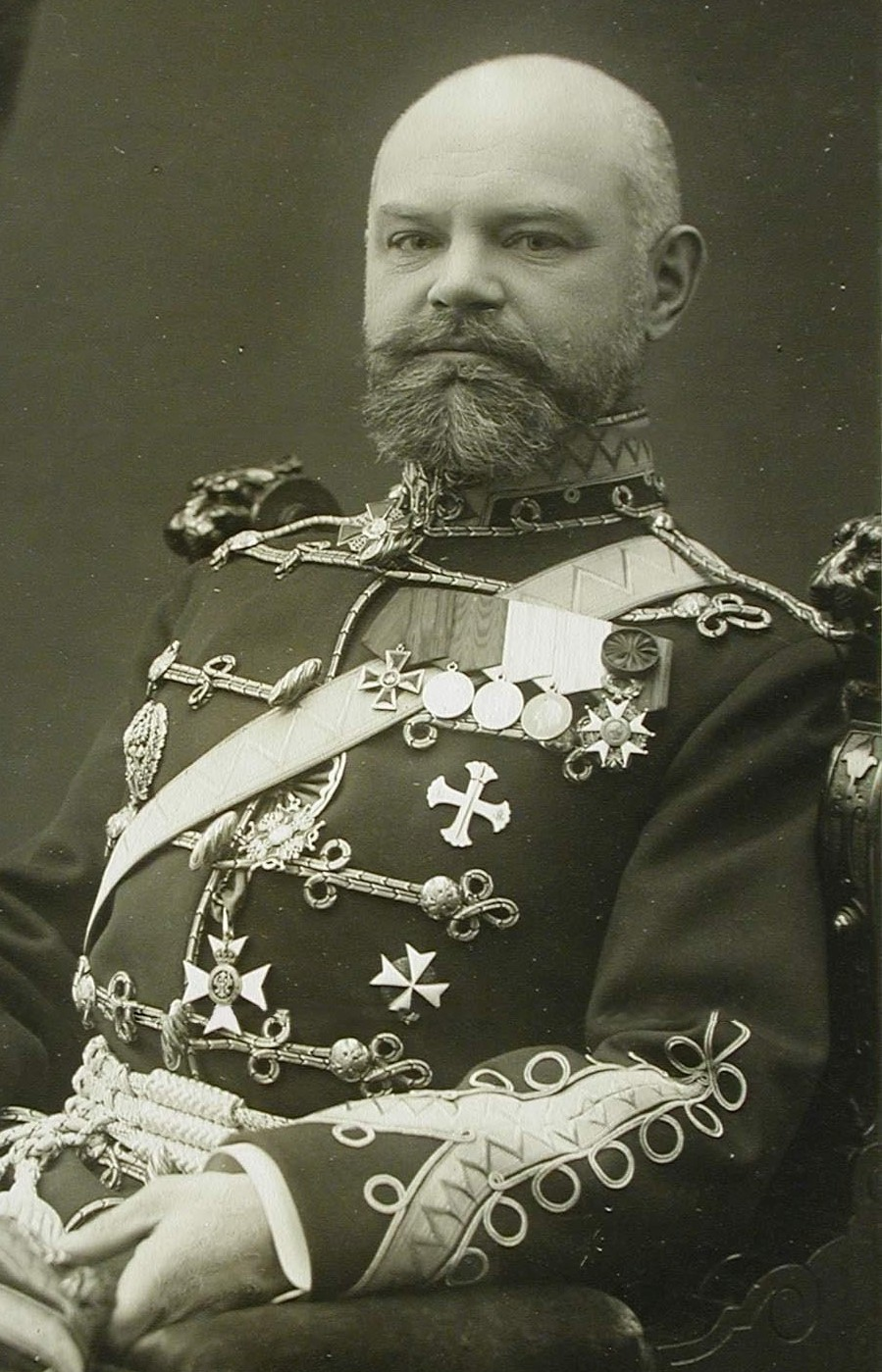
Генерал-адъютант Абрам Драгомиров, главноначальствующий в Киевской области
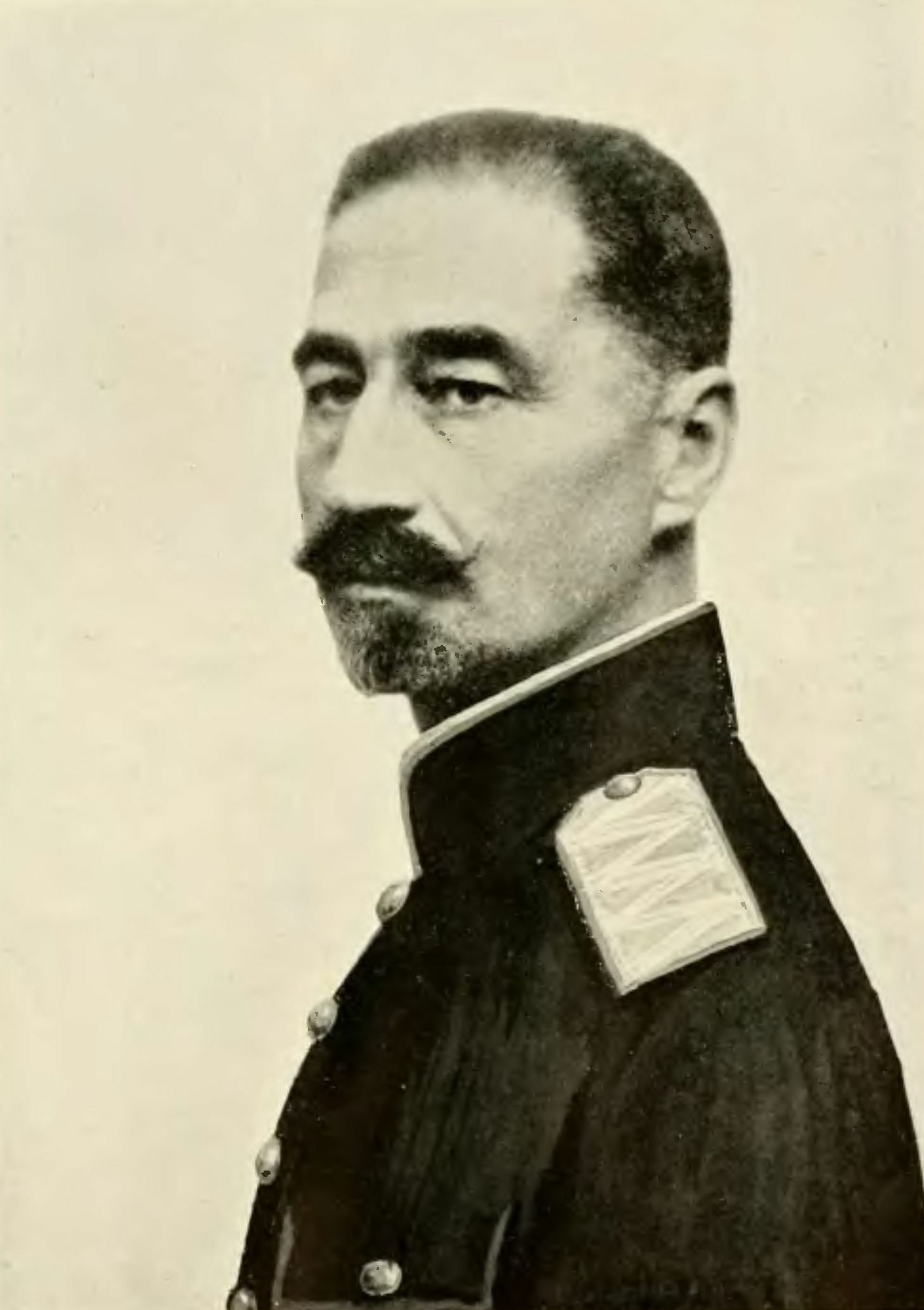
Генерал-лейтенант Иван Эрдели, главноначальствующий на Северном Кавказе

## Главноначальствующие советской военной администрации в Германии

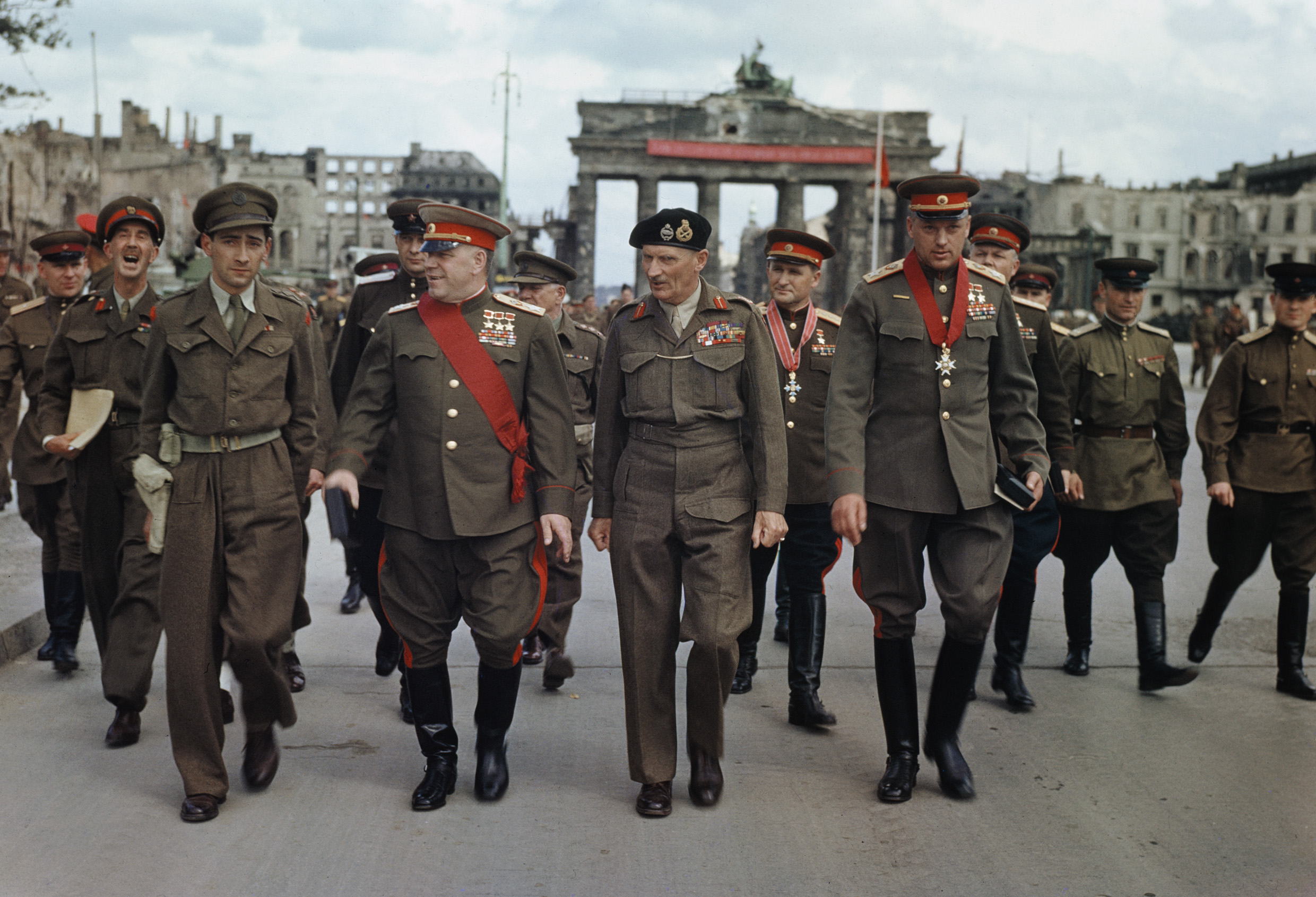
Главноначальствующий СВАГ маршал Советского Союза Георгий Жуков, 1-й заместитель Главноначальствующего СВАГ генерал армии Василий Соколовский (на 2-м плане). Берлин, 12 июля 1945 года

Должность главноначальствующего как высшего руководителя, использовалась и существовала также при советской военной администрации в Германии в 1945—1949 годах. Должность главноначальствующего как высшего руководителя советской военной администрации была учреждена постановлением СНК СССР «Об организации Советской военной администрации по управлению Советской зоной оккупации в Германии» № 1326/301 6 июня 1945 года.

### Перечень главноначальствующих СВАГ
- 6 июля 1945 года — март 1946 года — маршал Советского Союза Георгий Жуков,
- март 1946 года — март 1949 года — генерал армии (с июля 1946 года — маршал) Василий Соколовский[6],
- март — октябрь 1949 года — генерал армии Василий Чуйков.